# Мелетий Сифносец
Мелетий (на гръцки: Μελέτιος, Мелетиос) е гръцки духовник от XIX век, епископ на Вселенската патриаршия.

## Биография
Роден e в 1778 година на Сифнос. Служи като велик архидякон на Вселенската патриаршия. През март 1832 година е избран за лариски митрополит. В 1835 година подава оставка. 
На 10 април 1837 година е избран за софийски митрополит. В 1839 година с негова благословия и материална подкрепа е открито софийското българско училище. В 1845 година обаче Захарий Круша е изгонен от училището и преподаването в него започва да се извършва само на гръцки език. Мелетий се оттегля от софийския престол в 1847 година. На 12, 18 и 25 май 1847 година софиянци пращат три жалби срещу Мелетий до Цариград.
На 22 август 1849 година е избран за митрополит на Димотика. Умира в своята епархия на 1 юни 1860 година.